# Алфонсо Куарон
Алфонсо Куарон Ороско (енгл. Alfonso Cuarón Orozco; Мексико Сити, 28. новембар 1961) амерички је филмски режисер, сценариста и продуцент мексичког порекла. 

## Биографија
Каријеру је почео 1983, али је светску славу стекао тек 1998. године, захваљујући филму Велика очекивања. Филм И ја теби кеву донео му је највећа признања критичара у дотадашњој каријери, као номинацију за Оскар за најбољи оригинални сценарио. Након тога су уследили комерцијални хитови Хари Потер и затвореник из Аскабана и Потомци. За Потомке је био у трци за Оскара за најбољи сценарио и најбољу монтажу. Куарон је такође продуцирао филмове Панов лавиринт и Прелепо. 
Године 2012, снимио је научнофантастични филм Гравитација, са Сандром Булок у главној улози.